# Stefan Hammer
Stefan Hammer (* 1957 in Linz) ist ein österreichischer Rechtswissenschaftler, Hochschullehrer und eine Persönlichkeit des christlich-muslimischen Dialogs.

## Leben
Hammer besuchte das Akademische Gymnasium in Linz und studierte in Wien anfangs Arabistik und Rechtswissenschaft. 1980 machte er seinen juristischen Abschluss an der Universität Wien, anschließend habilitierte er sich. Er lehrte am Institut für Staats- und Verwaltungsrecht und war zwischen 1986 und 1990 wiederholt dem österreichischen Außenministerium dienstzugeteilt, zuletzt als stellvertretender Leiter der Menschenrechtsabteilung. Seit 2014 ist er am Institut für Rechtsphilosophie der Universität Wien tätig und ist Mitglied des Forschungszentrums „Religion and Transformation in Contemporary Society“ an der Universität Wien.
Seit 1996 nahm er an einer Reihe interreligiöser Dialogkonferenzen mit Iran teil und koordinierte diese seit 2015. Ab 2009 koordinierte er auch bilaterale Dialogkonferenzen mit Indonesien. 2008 war er einer der katholischen Delegationsteilnehmer des 2. Seminars des Katholisch-Muslimischen Forums. Er absolvierte mehrere Forschungs- und Lehraufenthalte innerhalb und außerhalb Europas und hat seit 2015 an Masterprogrammen im Rahmen des "Capacity Building" Projekts für den äthiopischen Justizsektor teilgenommen. Von 2012 bis 2020 war er Mitglied des Board of Advisers der "International Development Law Organization" (IDLO).

## Publikationen (Auswahl)

### Monographien und herausgegebene Bände
- Religion and the Sense of Law. Interdisciplinary Journal for Religion and Transformation in Contemporary Society Vol 7, Issue 1, 2021 (zusammen mit Jakob Deibl)
- Religious Pluralism and Religious Freedom - Religions, Society and the State in Dialogue. Contributions to the Austrian-Indonesian Dialogue (mit Fatimah Husein), Wien-Yogyakarta 2013
- Bosna i Hercegovina petnaest godina nakon Daytona. Politicko-pravni aspekti demokratske konsolidacije u postkonfliktnom periodu (Bosnien-Herzegowina 15 Jahre nach Dayton. Politisch-rechtliche Aspekte demokratischer Konsolidierung in der Postkonflikt-Periode) Sarajevo 2010 (mit Dino Abazovic)
- Länderstaatsverträge. Zugleich ein Beitrag zur Selbständigkeit der Länder im Bundesstaat, Schriftenreihe des Instituts für Föderalismus, Innsbruck 1992

### Einzelbeiträge
- Sozialkontrakt und Vertragsbegriff, in: Kohl u. a. (Hrsg.), Festschrift für Thomas Simon zum 65. Geburtstag, Wien 2020, 93–112
- Politische Säkularität heute, in: Klissenbauer u. a. (Hrsg.), Menschenrechte und Gerechtigkeit als bleibende Aufgaben. Festschrift für Ingeborg Gabriel, Wien 2020, 293–304
- La distinction entre le droit public et le droit privé dans l’espace germanique de l’epoque absolutiste à l’Etat constitutionnel démocratique, in: La summa divisio droit public / droit privé dans l’histoire des systèmes juridiques en Europe (XIXe-XXIe siècles), Institut Universitaire Varenne, Collection Colloques & Essais, 2018, 93–111
- Kommentierung von Artikel 17 Absatz 1 StGG (Wissenschaftsfreiheit) in: Korinek/Holoubek (Hrsg.), Österreichisches Bundesverfassungsrecht – Text und Kommentar, Loseblattsammlung, Lfg 2016
- Techniques, Structures and Processes of Interaction in Federal Systems, in: Kincaid/Chattopadhyay (eds.), Interaction in Federal Systems, Unity in Diversity Volume 3, New Delhi 2008, 41
- A Neo-Kantian Theory of Legal Knowledge in Kelsen’s Pure Theory of Law?, in: Paulson/Paulson (Hrsg.), Normativity and Norms. Critical Perspectives on Kelsenian Themes, 1998, 177
- Nationale Unabhängigkeit, Grundrechtsschutz und Demokratie in der neuen Verfassung Namibias, ZÖR 1991, 117
- Geltung und diskursive Legitimität - zur institutionellen Abhängigkeit des Geltungsbegriffs, in: Varga/Weinberger (Hrsg.), Rechtsgeltung (ARSP Beiheft 27), 1986, 37